# Babiogórski Park Narodowy

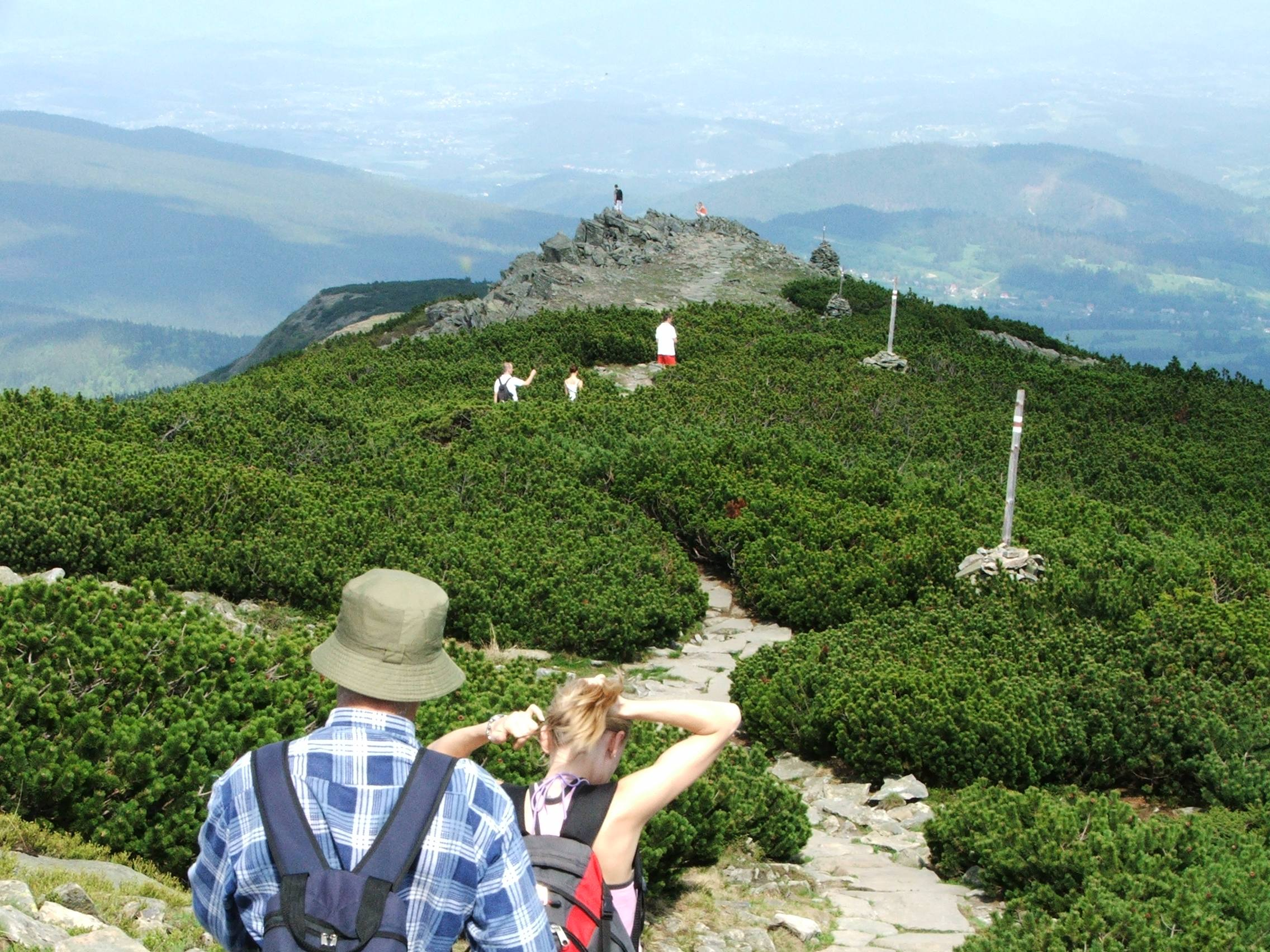
Piętro kosodrzewiny na Babiej Górze

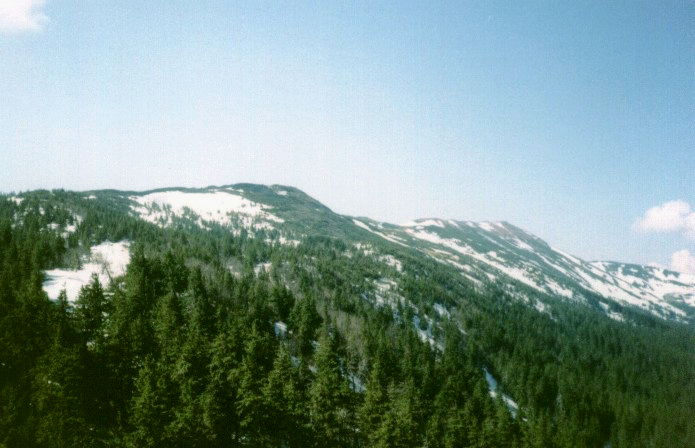
Widok z Sokolicy, widoczne piętra roślinności na Babiej Górze

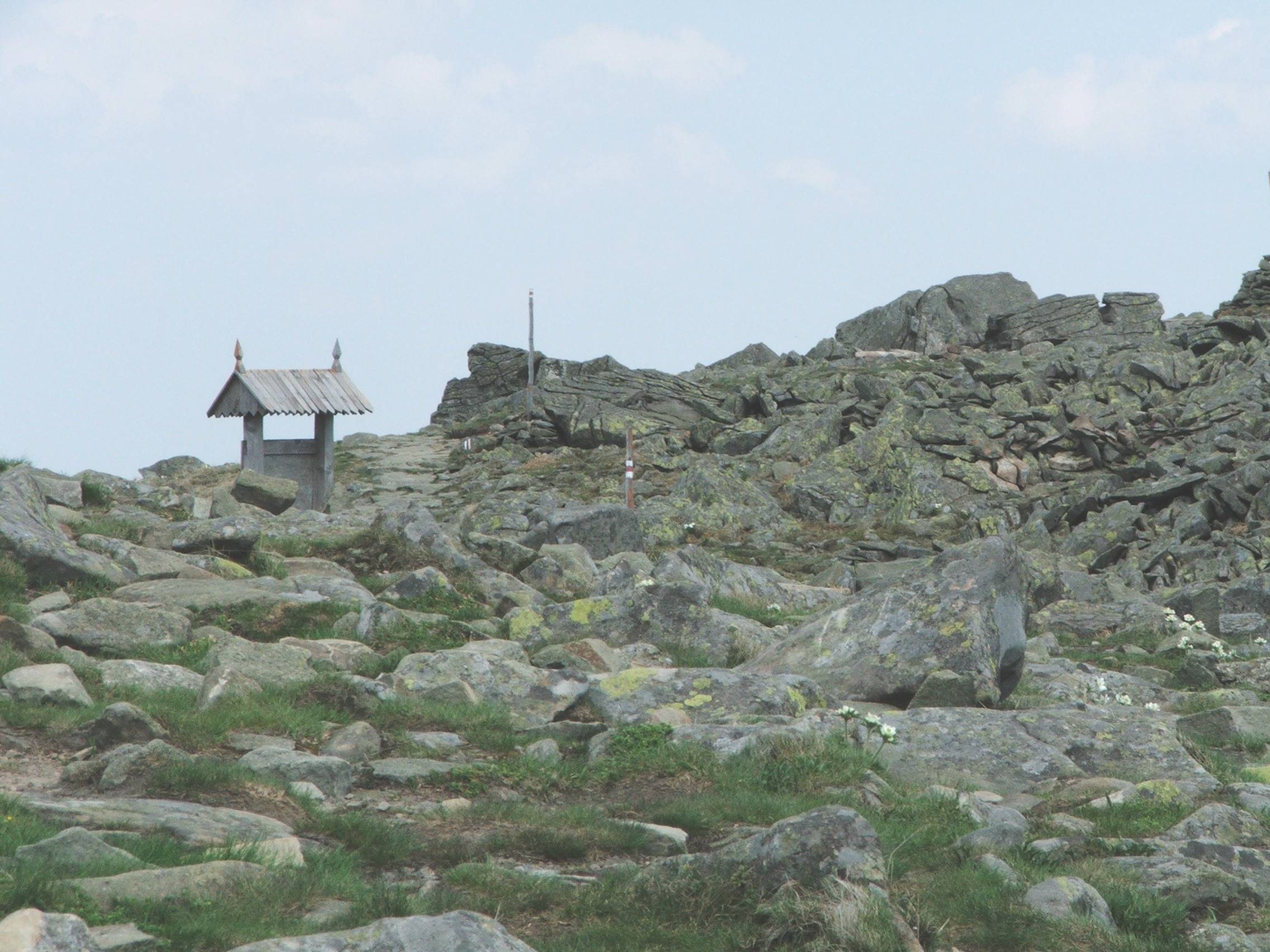
Piętro alpejskie na Babiej Górze

Babiogórski Park Narodowy (BgPN) – polski park narodowy utworzony w 1954 roku na terenie ówczesnego województwa krakowskiego.
Znajduje się on w Polsce południowej, w powiecie suskim i nowotarskim (województwie małopolskim) przy granicy ze Słowacją. Po słowackiej stronie istnieje park krajobrazowy „Horná Orava”. Obejmuje północną i południową stronę masywu Babiej Góry włączając najwyższy szczyt Beskidu Żywieckiego – Diablak (1725 m n.p.m.), a także fragment stoków Pasma Policy, położonych nieopodal przełęczy Krowiarki (Lipnickiej).
W Zawoi, gdzie znajduje się siedziba Dyrekcji Parku, utworzono specjalny Ośrodek Edukacyjny Babiogórskiego Parku Narodowego prezentujący w przystępny sposób walory babiogórskiej przyrody. Dla uatrakcyjnienia zwiedzania parku wytyczono sieć ścieżek edukacyjnych. Babiogórski Park Narodowy odwiedzany jest co roku przez ponad 100 tysięcy turystów.

## Historia
Park został powołany Rozporządzeniem Rady Ministrów z dnia 30 października 1954 roku (z mocą obowiązywania od 1 stycznia 1955 r.). Został założony na powierzchni 16,37 km².
Rezerwat ścisły obejmował 1049,89 ha, a rezerwat częściowy 624,89 ha. Na fakt utworzenia Babiogórskiego Parku Narodowego wpłynęło wiele czynników, między innymi klasycznie wykształcony układ pięter roślinnych, zespół roślinności naskalnej i jedyne w Polsce stanowiska roślin: okrzyn jeleni i rogownica alpejska. W partii szczytowej Babiej Góry występuje jedyne w Beskidach piętro halne oraz wiele zanikających stawków osuwiskowych.
W 1977 roku objęto Babią Górę w granicach Parku Narodowego statusem rezerwatu biosfery i włączono do programu UNESCO-MAB „Człowiek i biosfera”. Ponad 20-letnie starania o powiększenie Parku przyniosły efekt w 1997 roku. Rozporządzeniem Rady Ministrów powiększono obszar parku do 3391,55 ha. Utworzono również otulinę o powierzchni 8437 ha.

## Piętrowy układ roślinności
Na Babiej Górze widoczny jest piętrowy układ roślinności górskiej. Są to następujące piętra wraz z charakterystycznymi roślinami:
- regiel dolny (700–1150 m n.p.m.): buk zwyczajny, świerk pospolity, jodła (sięgają do 45 m wysokości i 350 cm obwodu pnia; zobacz: Gruba Jodła), żywiec cebulkowy, czosnek niedźwiedzi
- regiel górny (1150–1350 m n.p.m.): świerk
- piętro kosodrzewiny (1350–1650 m n.p.m.): kosodrzewina, jarzębina, kostrzewa pstra, zawilec narcyzowy, goździk okazały, lilia złotogłów
- piętro alpejskie (1650 – 1725 m n.p.m.): sit skucina, kosmatka brunatna, rogownica alpejska (endemit babiogórski).

## Szata roślinna
Na terenie parku opisano 650 gatunków roślin naczyniowych, prawie 280 gatunków mchów oraz liczne porosty, glony i wątrobowce. Występuje tutaj 70 gatunków wysokogórskich oraz 54 objęte ochroną gatunkową. M.in. mają tu swoje stanowiska tak rzadkie w Polsce gatunki roślin, jak: okrzyn jeleni, rogownica alpejska, wyblin jednolistny, turzyca pchla, tocja karpacka, tojad morawski, zimoziół północny. Symbolem parku jest okrzyn jeleni, który przez długi czas podawany był w Polsce tylko z Babiogórskiego Parku Narodowego (obecnie znane jest jego drugie stanowisko - na stokach Malinowskiej Skały w Beskidzie Śląskim).

## Fauna
Świat zwierząt BgPN stanowi reprezentatywny przykład fauny tych wyższych pasm górskich Karpat Zachodnich, które nie zostały jeszcze poddane nadmiernej antropopresji i w których zachowały się jeszcze zróżnicowane biotopy, w tym zwłaszcza rozległe kompleksy leśne.
W ekosystemach Parku stwierdzono występowanie 38 gatunków ssaków. rząd parzystokopytnych reprezentowany jest przez jelenia, a w niższych położeniach przez sarnę i dzika. Wyjątkowo z „puścizn” w Kotlinie Orawsko-Nowotarskiej w granice BgPN zachodzi łoś. Z dużych drapieżników stale bytują tu niedźwiedź brunatny, wilk i ryś, z mniejszych lis. Żbik na Babiej Górze od dawna nie występuje. W Muzeum Babiogórskiego PN znajduje się skóra ostatniego żbika, ustrzelonego na orawskich stokach góry 15 stycznia 1936 r.
Szeroko reprezentowana jest rodzina łasicowatych, poczynając od największych jej przedstawicieli borsuka (przeciętnie 6 zamieszkałych nor na terenie parku) i żyjącej nad potokami wydry przez tchórza, kunę leśną i kunę domową po łasicę. Rodzinę zającowatych reprezentuje zając szarak, dochodzący nawet do piętra kosodrzewiny. Bogato reprezentowane są gryzonie. Na poziomie gruntu żyją karczownik, nornik bury, nornica ruda, mysz leśna i mysz polna, a w pobliżu ludzkich zabudowań mysz domowa i szczur wędrowny. Pod sam szczyt Babiej Góry podchodzi endemit Karpat Zachodnich, nornik tatrzański. Piętro koron drzew i krzewów zamieszkują wiewiórka pospolita (często w formie melanistycznej), koszatka oraz orzesznica, która dochodzi do piętra kosodrzewiny na wysokości Kępy (ok. 1500 m n.p.m.). Dla żołędnicy europejskiej BgPN jest jedynym miejscem występowania w Polsce. Rzadko dostrzegane ssaki owadożerne reprezentowane są przez jeża, ryjówki: górską, aksamitną i malutką, zębiełka białawego i rzęsorka rzeczka. Wykaz dopełniają cztery gatunki nietoperzy: gacek wielkouchy, nocek wąsatek, nocek Natterera i mroczek pozłocisty.
Awifauna BgPN jest stosunkowo dobrze zbadana. W latach 60.-70. XX w. stwierdzano występowanie na Babiej Górze ponad 100 gatunków ptaków, z czego blisko 80 gniazdujących,. Na początku XXI w. podawanych było 115 - 119 gatunków, w tym ok. 100 gniazdujących.
Kurowate reprezentowane są przez kuropatwę i przepiórkę w najniższych położeniach, przy granicy pól uprawnych i łąk, jarząbka w lasach regla dolnego, głuszca w górnym reglu i najrzadszy z nich, cietrzew, sięgający po piętro kosodrzewiny. Spośród dziennych ptaków drapieżnych spotkamy na terenie BgPN myszołowa zwyczajnego, jastrzębia gołębiarza, krogulca i pustułkę. Sowy reprezentowane są przez puszczyka zwyczajnego, pójdźkę oraz mniej licznie występujące gatunki, jak puchacz, sowa uszata, czy puszczyk uralski. Spośród krukowatych należy wspomnieć występującą w niższych położeniach sójkę, związaną głównie z górnym reglem orzechówkę i spotykanego po sam szczyt góry kruka. Z dzięciołów na terenie parku żyją m.in. dzięcioł duży, dzięcioł czarny, dzięcioł zielony oraz tak rzadkie gatunki, jak dzięcioł trójpalczasty i dzięcioł białogrzbiety. Nad potokami spotkamy m.in. pluszcza, pliszki: górską i siwą, rzadko zimorodka lub bociana czarnego.
Z mniejszych ptaków należy wspomnieć dwa gatunki typowo górskie, siwerniaka i bardzo rzadkiego płochacza halnego. Są to dwa najwyżej gnieżdżące się gatunki ptaków w BgPN: ich gniazda można napotkać w szczytowych partiach Babiej Góry.
W BgPN gady reprezentowane są przez 6 gatunków. Spośród węży obok dość pospolitej żmii zygzakowatej są to o wiele rzadziej spotykany gniewosz plamisty oraz często występujący w pobliżu cieków i zbiorników wodnych zaskroniec. Z jaszczurek najliczniejsza jest zwinka, spotykana powszechnie na suchych i trawiastych polankach do wysokości 1500 m n.p.m. Na chłodniejszych i wilgotniejszych stanowiskach żyje nieco mniejsza jaszczurka żyworodna, dochodząca za to aż do piętra kosodrzewiny. Beznoga jaszczurka, czyli padalec zwyczajny, nie dochodzi za to do górnej granicy regla dolnego.
Płazy mają w faunie Babiej Góry 7 przedstawicieli. Salamandra plamista spotykana jest w reglu dolnym. Również traszka zwyczajna sięga jedynie do niższych partii regla dolnego. Najwyżej położonym stanowiskiem rozrodu traszki karpackiej jest Marków Stawek (1135 m n.p.m.), natomiast traszka górska dochodzi do wysokości ok. 1460 m n.p.m. (Orawski Duży Stawek). Prawie równie wysoko dochodzi kumak górski, spotykany sporadycznie w Mułowym Stawku (1465 m n.p.m.). Dwa inne gatunki żab, pospolitą żabę trawną i o wiele rzadszą ropuchę szarą spotkamy nawet jeszcze powyżej piętra kosodrzewiny.
Ryby mają w BgPN jedynie dwóch przedstawicieli. Występują one jedynie w potokach – stawki, charakteryzujące się znacznymi wahaniami poziomu wód, a czasem zupełnie wysychające, są bezrybne. Pstrąg potokowy dochodzi lokalnie nawet do wysokości ok. 1100 m n.p.m., natomiast głowacz pręgopłetwy sięga zaledwie do ok. 800 m n.p.m., jest więc spotykany jedynie w najniższej, północnej części parku.
Faunę uzupełniają liczne gatunki bezkręgowców, których na terenie BgPN oznaczono ok. 3,5 tys. gatunków. Spośród nich ok. 250 gatunków żyje w wodach Babiej Góry. Najlepiej poznanymi grupami są zwłaszcza chrząszcze (ok. 1500 gatunków) i mięczaki w liczbie 92 gatunków.

## Turystyka
Na terenie Babiogórskiego Parku Narodowego poruszanie się jest dozwolone tylko znakowanymi szlakami turystycznymi, które w po polskiej stronie masywu Babiej Góry utrzymuje Polskie Towarzystwo Turystyczno-Krajoznawcze. Na początku 2023 r. dyrekcja Parku w trybie pilotażowym udostępniła szlaki dla narciarzy, pod warunkami wszakże istnienia odpowiedniej pokrywy śniegowej oraz zapewnienia zasad ochrony fauny.